# Сельское поселение «Деревня Верховая»
Се́льское поселе́ние «Деревня Верховая» — муниципальное образование в Сухиничском районе Калужской области Российской Федерации.
Административный центр — деревня Верховая.

## История
Статус и границы сельского поселения установлены Законом Калужской области от 1 ноября 2004 года № 369-ОЗ «Об установлении границ муниципальных образований, расположенных на территории административно-территориальных единиц "Думиничский район", "Кировский район", "Медынский район", "Перемышльский район", "Сухиничский район", "Тарусский район", "Юхновский район", и наделении их статусом городского поселения, сельского поселения, муниципального района».

## Население
| 2010 | 2012 | 2013 | 2014 | 2015 | 2016 | 2017 |
| ---- | ---- | ---- | ---- | ---- | ---- | ---- |
| 243  | ↘234 | ↗236 | →236 | ↘226 | ↗228 | ↗241 |
| 2018 | 2019 | 2020 | 2021 |      |      |      |
| ↗261 | ↗273 | ↘261 | ↘214 |      |      |      |

## Состав сельского поселения
| № | Населённый пункт | Тип населённого пункта          | Население |
| - | ---------------- | ------------------------------- | --------- |
| 1 | Верховая         | деревня, административный центр | ↘183      |
| 2 | Опышково         | деревня                         | →16       |
| 3 | Слобода          | деревня                         | ↘7        |
| 4 | Суббочево        | деревня                         | ↘14       |
| 5 | Уколово          | деревня                         | ↘17       |
| 6 | Фролово          | село                            | ↗6        |